# Olle Svenning

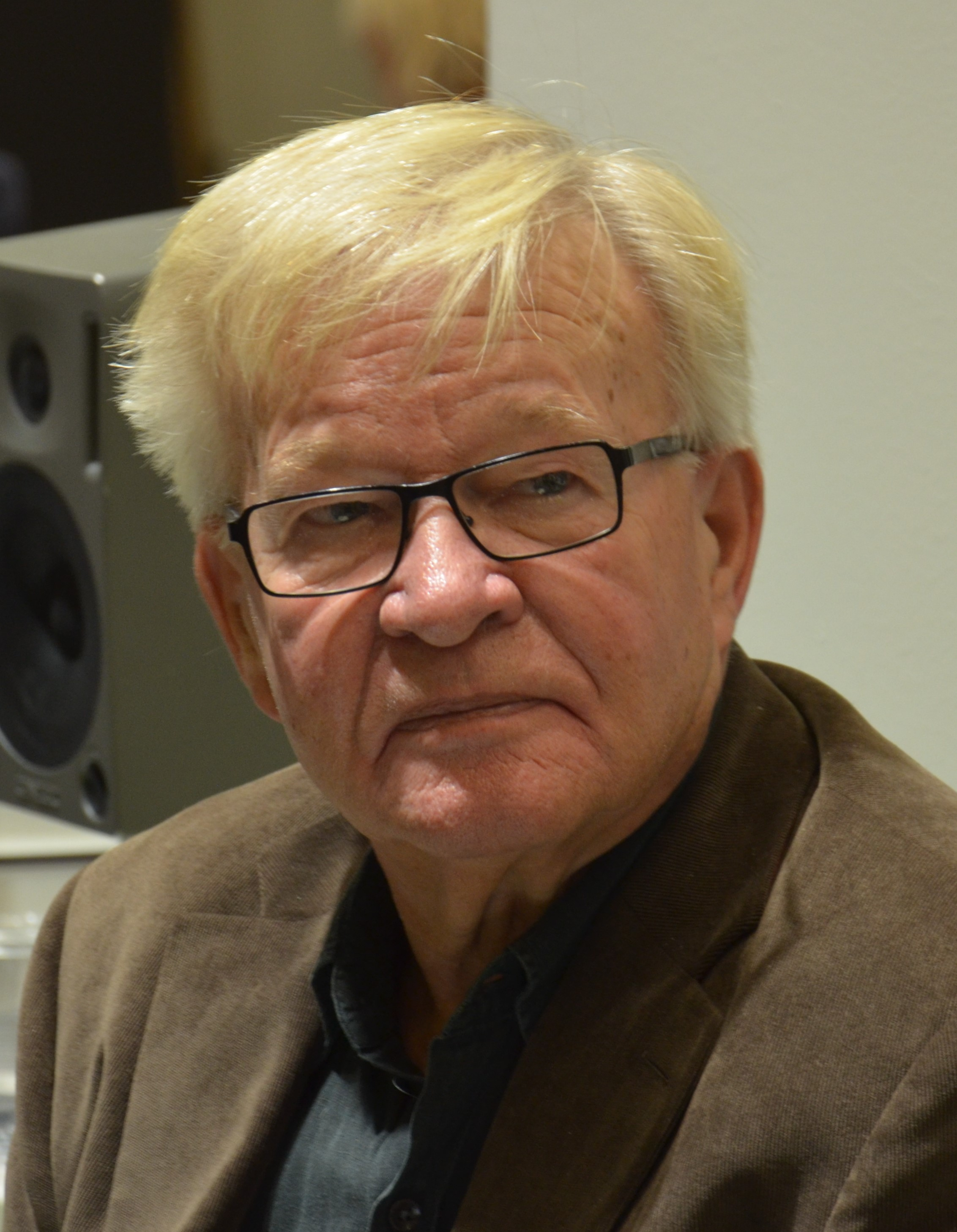
Olle Svenning på Bokmässan i Göteborg 2014.

Olle Ingvar Bert Svenning, född 1 november 1942 i Västra Skrävlinge församling i Malmö, är en svensk journalist och författare. 
Olle Svenning är son till socialdemokratiske riks- och kommunalpolitikern Eric Svenning och Edit Svenning (1907–1979) och växte upp i Malmö. Han arbetade åren 1965–1968 i statsrådsberedningen under statsminister Tage Erlander. Åren 1968–1980 var han ledarskribent i Aftonbladet. Därefter arbetade han som utrikeskorrespondent i Paris för tidningen Arbetet. Åren 1989–1991 var han press- och kulturråd vid svenska ambassaden i Madrid. Åren 1991–2012 arbetade han på Aftonbladet, bland annat som utrikeskrönikör.
Han har skrivit ett tjugotal böcker, bland dem biografier över Anna Lindh, Göran Persson, Thorbjörn Fälldin och Hjalmar Branting. År 1995 gav han ut boken Lojaliteter, en bok om sin far Eric Svenning. Olle Svenning är gift med Maria Schottenius.

## Priser och utmärkelser
- 2005 – Axel Liffner-stipendiet